# 19-я танковая дивизия (СССР)
19-я танковая дивизия — формирование (танковая дивизия) АБТВ РККА Вооружённых сил Союза ССР, в период Великой Отечественной войны. 
Сокращённое действительное наименование соединения — 19 тд. Период боевых действий: с 22 июня по 6 сентября 1941 года. 

## История
Танковая дивизия входила в состав 22-го механизированного корпуса 5-й армии Киевского ОВО (с 22 июня 1941 года Юго-Западного фронта). Дивизия сформирована зимой 1940 года с нуля в 9-м механизированном корпусе. Затем была передана в состав формируемого в марте 1941 года 22-го механизированного корпуса. Боевая подготовка из-за проблем с размещением началась в феврале 1941 года. Из-за отсутствия материальной части и командного состава танковые полки и отдельные части были небоеготовыми. 
Соединение участвовало в битве за Дубно — Луцк — Броды, было почти полностью уничтожено. В ночь с 22 на 23 июня дивизия совершила 50 км рейд в район Луцка. Из 163 танков, находящихся в расположение дивизии, было потеряно 118 из-за действия люфтваффе и технических неисправностей. В ночь на 24 июня была предпринята ещё одна попытка остановить противника на шоссе Войница-Луцк. Имея в составе сводный полк из оставшихся 45 лёгких танков Т-26 и 12 бронемашин, дивизия пришла на поддержку к 135-й стрелковой дивизии и атаковала 14-ю немецкую танковую дивизию в районе села Войница и потеснила её. Однако в 17-18 часов противник контратаковал 135-ю стрелковую и 19-ю танковую дивизии, нанеся удар по их левому флангу. В ходе двухчасового боя потеряв большую часть танков 19-я танковая начала отходить к Ровно. В бою погиб командир корпуса генерал-майор С. М. Кондрусев, ранены командир дивизии К. А. Семенченко и все командиры полков.
1 июля 19-я танковая дивизия участвовала в нанесении контрудара в общем направлении на Дубно. 2 июля дивизия комдива Семенченко попала в окружение. Но в этот же день дивизия сумела пробиться и выйти через окружение.
В начале августа 19-я танковая дивизия вела бои в районе Коростеньского укреплённого района. Но к середине августа в её составе остался всего один танк, вследствие чего 6 сентября 1941 года она была расформирована.

## Командование дивизии

### Командиры
- генерал-майор танковых войск Кузьма Александрович Семенченко.

### Начальники штаба
- подполковник Андрей Георгиевич Свиридов;
- майор Любецкий.

## Военные комиссары
- С 13 июня по 8 октября 1941 года старший батальонный (с сент. 1941 полковой) комиссар Андрей Васильевич Шклярук и.о. Заместителя командира по политчасти
- бригадный комиссар Василий Андреевич Сычёв

## Состав дивизии
- Управление (штаб, отделы, отделения) дивизии — город Ровно
- 37-я танковый полк — в/ч 2498 (подполковник Болеслав Геронимович Бибик, попал в плен 24.06.1941).
  - Танковый батальон (капитан Александр Васильевич Семёнов (24.06.1941)
- 38-й танковый полк -в/ч 2500 (подполковник Иван Фёдорович Самсонов, погиб 24.06.1941).
- 19-й мотострелковый полк — в/ч 2496 (подполковник Владимир Васильевич Соколин, тяжело ранен 24.06.1941, позднее скончался).
  - Мотострелковый батальон (майор Александр Лукич Фесенко, погиб летом 1941 г.)
- 19-й гаубичный артиллерийский полк — в/ч 2503 (майор Кутарев, Начальник штаба — майор С. Я. Петухов).
- 19-й отдельный разведывательный батальон — в/ч 2483 (капитан Евгений Андреевич Крупенников).
- 19-й медико-санитарный батальон — в/ч 2518 (военврач 3 ранга Самуил Абрамович Гольдман, погиб 02.07.1941).
- 19-й отдельный зенитно-артиллерийский дивизион — в/ч 2494.
- 19-й понтонно-мостовой батальон — в/ч 2507.
- 19-й отдельный батальон связи — в/ч 2540.
- 19-й автотранспортный батальон — в/ч 2511, (комиссар автобатальона Иван Петрович Федоренко)
- 19-й ремонтно-восстановительный батальон — в/ч 2514.
- 19-й рота регулирования — в/ч 2491.
- 19-й полевой хлебозавод — в/ч 1834.
- 643-я полевая почтовая станция.
- 515-я полевая касса Госбанка.

## Численность
Бронетанковый состав на 22.06.1941:
| БТ       | Т-26     | Химические | Итого     | Итого БА |
| -------- | -------- | ---------- | --------- | -------- |
| 122 / 34 | 95 / 122 | 7          | 225 / 163 | 35       |

Обозначения: «/» — по разным источникам.
Артиллерийский состав на 22.06.1941:
| 76-мм. пушка | 37-мм. МЗА | 152-мм. гаубицы | 122-мм. гаубицы | 82-мм. миномёты | 50-мм. миномёты |
| ------------ | ---------- | --------------- | --------------- | --------------- | --------------- |
| 4            | 4          | 12              | 12              | 18              | 27              |

Автотранспортный состав на 22.06.1941:
| Автомобили | Трактора | Мотоциклы |
| ---------- | -------- | --------- |
| 295        | 52       | 10        |

## Герои Советского Союза
- Кузьма Александрович Семенченко, генерал-майор танковых войск, командир дивизии.